# Hallucinogen
För musikern Hallucinogen, se Hallucinogen (artist).
En Hallucinogen är en psykoaktiv substans, växt eller svamp som orsakar ett förändrat medvetandetillstånd. Till skillnad från andra sorters preparat har hallucinogener en djupare påverkan av det psykologiska tillståndet då de påverkar sinnesintrycken och hjärnans perception av jaget och omvärlden. Effekterna av hallucinogener är starkt individuella och kan skilja sig från olika brukare och tillfällen.
En vanlig missuppfattning är att alla hallucinogener orsakar hallucinationer och får en att se saker som inte existerar. I själva verket är det långt ifrån alla som skapar visuella hallucinationer. Hallucinogena preparat återfinns antingen i naturen (växter, svampar, kryddor) eller framställs på helt eller delvis syntetisk väg.
Idag är de flesta hallucinogener narkotikaklassade, med undantag för i ett fåtal länder såsom Nederländerna, där man har avkriminaliserat försäljningen och bruket av magiska svampar och cannabis. Preparaten har ett brett användningsområde och används oftast i rekreationella syften, men också i rituella tillställningar. Till exempel använder det sydamerikanska indianstammar den enteogena drogen DMT i form av Ayahuasca i rituella tillställningar.

## Effekter
“Hallucinogener” som samlingsnamn syftar till droger som har liknande psykoaktiva effekter. Gemensamt för hallucinogena preparat är större eller mindre förvrängningar av sinnesintryck samt starka känsloupplevelser. Det är inte helt ovanligt att reaktionen speglar brukarens ursprungliga sinnesstämning. Till exempel kan den som var nedstämd innan bruk av hallucinogena preparat, drabbas av en depression under drogens inverkan. Fysiska effekter inkluderar bland annat förhöjd puls, illamående och svettningar.
Hallucinogener delas upp i tre huvudsakliga underkategorier:
- Psykedeliska droger hallucinogener, dit Cannabis, MDMA (Ecstacy), LSD och Psilocybin (svampar) räknas, är droger som ger upphov till förvrängningar i det psykiska medvetandet, som för brukaren upplevs som nya och ofamiljära. Ofta resulterar det i starka intryck och känslor, och ibland även eufori eller hallucinationer.
- Dissociativa hallucinogener, som innefattar Ibogain, PCP (“ängladamm”), Ketamin och DXM, har liknande effekter som de psykedeliska drogerna. Den stora skillnaden är att brukaren av dissociativa droger kan uppleva en personlighetsförändring, eller en känsla av att vara “frånkopplad” från sin egen kropp. Det är också vanligt med en känsla av surrealism.
- Delirianter skiljer sig från andra sorters hallucinogener på så vis att upplevelsen tenderar att vara negativ vid bruk av dessa droger. Delirianter har rapporterats framkalla kraftiga och otrevliga hallucinationer, tillsammans med potentiellt farliga bieffekter. Hit räknas substanserna Atropin, Skopolamin och Difenhydramin (Benadryl).[7][8]

Beroendepotentialen av hallucinogener är låg och även om det skulle utvecklas ett beroende så är det inte lika allvarligt som ett beroende på en opiat eller alkohol/bensodiazepin.

## Kemisk struktur
Den kemiska strukturen inom hallucinogena droger för de olika preparaten ser väldigt annorlunda ut. Förklaringen till olikheten mellan de olika drogernas molekyler, är att det som definierar denna typ av droger är effekterna och upplevelsen av drogen, och inte vilken sorts receptor den binder, som i exempelvis opioidernas fall. Detta gör att det finns ett brett urval av molekyler som kan klassas som hallucinogener då effekterna som skapas av hallucinogener består av ett väldigt stort spann.

## Bieffekter av intag
Risken för att en potentiell latent psykos triggas igång eller att få en så kallad "snetripp" ökar om hallucinogener intas. Risken för att någon sorts psykos ska inträffa under ett hallucinogenrus höjs dock märkbart om individen på något sätt är obekväm med den omkringliggande miljön som individen befinner sig under ruset. Även om droger oftast intas för att må bättre så är humöret som individen har när den går in i ruset vitalt för risken för trigga igång en psykos latent eller inte. Dessa två faktorer brukar kallas set och setting.
Termen flashback är något som ofta talas om när det kommer till ämnet hallucinogener. En flashback kan definieras som en "återupplevelse av känslor och tankar som upplevdes under en tidigare drogtripp. Dessa fenomen uppstår efter en viss tid efter det senaste intaget av den psykedeliska drogen och efter en period av normalitet." Flashbacks är vanligast hos LSD-användare och en av sju LSD-användare uppger sig har upplevt flashbacks. Vad som också måste kommas ihåg när flashbacks diskuteras, är att som i hallucinogeners rus i sig så är upplevelsen av flashbacks väldigt individuell och kan till och med upplevas som positiva. 
En annan bieffekt som kan uppstå av användande av hallucinogener är diagnosen HPPD (Hallucinogen persisting perception disorder). HPPD är en störning av perceptionen som skapas av intag av hallucinogener och som har massiv påverkan på brukarens vardag. Enligt American Pshyciatric Association 1994 så definieras HPPD som "Återupplevelsen, som inträffade efter ett upphörande användande av en hallucinogen, av en av de perceptionella symptomen som uppträdde under ruset (till exempel  geometriska hallucinationer, falska perceptioner av rörelser i det perifera visuella fältet, färgfläckar, intensifierade färger, spår av bilder av objekt i rörelse, positiva efterbilder, hallucinationer runt objekt, macropsia och micropsia). 
Störningen är sällsynt men plågsam då individen drabbad av diagnosen är fullt medveten om att de visuella störningarna inte kan ses av andra människor. HPPD har ingen känd behandlingsmetod. Det finns ingen kontrollerad undersökning som har kunnat undersöka effektiviteten av behandlingsmetoder mot HPPD.
Andra risker med att inta hallucinogener har att göra med att de påstådda preparaten som säljs på gatan kan ha ersatts eller blandats med orenheter eller andra psykoaktiva substanser. Till exempel finns det så kallat "wet weed" på gatan vilket är cannabisjoints lacerade med den intensiva hallucinogenen PCP. Wet weed är mycket farligare än cannabis och i vissa fall är brukaren inte ens medveten om att den precis har intagit den farliga drogen, utan tror att den bara intagit vanligt cannabis.

## Exempel på hallucinogener
- 2C-B
- 2C-E
- 2C-I
- 4-HO-MET
- DOI
- 5-MeO-DMT
- Ayahuasca
- Atropin
- Bufotenin
- Cannabis
- Difenhydramin
- DMT
- DOM
- DXM
- Ibogain
- Ketamin
- LSA
- LSD
- MDA
- Ecstasy
- Meskalin
- Metoxetamin
- Muskarin
- Muskotnöt
- N-etyl-2C-B
- PCP
- Psilocybin
- Salvinorin A
- Skopolamin